# Metal Warriors
Metal Warriors è il quinto Singolo della band heavy metal Manowar. Esso è stato pubblicato nel 1992.

## Tracce
1. Metal Warriors
2. Fighting the World
3. Herz aus stahl

## Formazione
- Ross the Boss - chitarra
- Joey DeMaio - basso
- Scott Columbus - batteria
- Eric Adams - voce